# La conquista del West (film 1936)
La conquista del West (The Plainsman) è un film del 1936, diretto da Cecil B. DeMille. La sceneggiatura si basa sulle storie di Courtney Ryley Cooper e sul romanzo Wild Bill Hickok, the Prince of the Pistoleers di Frank J. Wilstach (Garden City, NY, 1934).

## Trama
Dopo la guerra di secessione i grandi produttori americani di armi cercano nuovi mercati per la loro merce. Inizia così la vendita illegale di armi agli indiani delle terre del West. In aiuto dell'esercito che contrasta le scorrerie indiane intervengono Buffalo Bill e Wild Bill Hickok. Quest'ultimo viene catturato dai Cheyenne di Mano Gialla insieme a Calamity Jane. Per salvare Hickok, di cui è innamorata, Calamity rivela agli indiani il percorso che una pattuglia militare sta seguendo per portare armi e munizioni ad un forte assediato. La pattuglia viene attaccata, ma il tempestivo intervento del 7º cavalleggeri guidato dal generale Custer, avvisato da Calamity, ne evita il totale annientamento e consente di salvare armi e munizioni, impedendo che cadano in mani indiane.
Hickok si getta sulle tracce di John Lattimer, l'uomo che vende le armi agli indiani e lo raggiunge nella cittadina di Deadwood. In uno scontro a fuoco il mercante di armi viene ucciso da Hickok, che poi trattiene i complici in un saloon giocando con loro a carte in attesa che arrivi l'esercito. Qui il pistolero viene ucciso a tradimento da John McCall, ambiguo confidente di Lattimer.

## Produzione
Il film fu prodotto come Paramount Pictures Inc. (A Cecil B. DeMille Production) per la Paramount Pictures. Venne girato nel Montana, in California e nel Wyoming.